# جسيم في حلقة
جسيم في حلقة (بالإنجليزية: Particle in a Ring)‏ في ميكانيكا الكم هو أحد النماذج المسخدمة في ميكانيكا الكم تؤدي إلى كمومية الطاقة (أي أن تتخذ الطاقة كمات محددة منفصلة). ويعتبر هذا المثال مشابها لحالة الجسيم في صندوق والمحلولة هناك بإسهاب. ولذلك يسمى هذا النموذج أحيانا «جسيم في صندوق جهدي حلقي».

تنشأ على محيط الدائرة عدداً صحيحاً فقط من أنصاف طول الموجة وتكوّن موجة ساكنة، كما يمكن تكوّن ترددات خاصة معينة تفي بهذا الشرط، وبالتالي عدة مستويات طاقة منفصلة.

والاختلاف عن حالة الجسيم في صندوق هو أن الجسيم هنا يتحرك دائريا وليس في خط مستقيم في حلقة جهد حول نقطة معينة.
وتصاغ معادلة شرودنجر لهذه الحالة كالآتي:
{\displaystyle -{\frac {\hbar ^{2}}{2mr^{2}}}\cdot {\frac {\partial ^{2}}{\partial \phi ^{2}}}\psi (\mathbf {\phi } )\;=\;E\psi (\mathbf {\phi } )}
حيث:
E طاقة الجسيم
m كتلة الجسيم
r نصف قطر الحلقة الجهدية
{\displaystyle \psi (\mathbf {\phi } )} الدالة الموجية للجسيم.

## الصياغة الرياضية
لكي نحصل عل الدوال الموجية وومستويات الطاقة لجسيم في الحلقة نستخدم معادلة شرودنغر في الحالة المستقرة (التي لا تعتمد على الزمن) في الجهد الموجود. ويمثل الجهد بالعلاقة:
{\displaystyle V(\phi )={\begin{cases}V_{0},&{\text{when }}r=\rho \\\infty ,&{\text{otherwise}}\end{cases}}}
ويمكن كتابة معامل هاميلتون في نظام الإحداثيات الكروية في مسألتنا كالآتي:
{\displaystyle {\hat {H}}=-{\frac {\hbar ^{2}}{2m\rho ^{2}}}{\frac {d^{2}}{d\phi ^{2}}}+V_{0}}
فتنتج معادلة شرودنجر التي نريد حلها:
{\displaystyle \psi ''(\phi )=-{\frac {2m\rho ^{2}}{\hbar ^{2}}}(E-V_{0})\psi (\phi ).}
وهي معادلة تفاضلية خطية من الدرجة الثانية، وفيها طاقة E الجسيم، وحل المعادلة يعطينا الدالة الموجية للجسيم:
{\displaystyle \psi _{M}(\phi )=\alpha e^{iM\phi }.\!\,}
وبالتعويض عنها في معادلة شرودنجر نحصل على:
{\displaystyle M={\frac {\sqrt {2m(E-V_{0})}}{\hbar }}\rho .\!\,}
ولكي نصل إلى حل واضح المعنى لا بد من اختيار شرط هام، وهو أنه بعد إتمام دورة كاملة في الحلقة لابد وأن تتخذ الدالة الموجية قيمتها الابتدائية ثانيا:
{\displaystyle \psi (\phi )=\psi (\phi +2\pi ),\!\,}
وهذا يؤدي إلى الشرط التالي:
{\displaystyle {\begin{aligned}\alpha e^{iM\phi }&=\alpha e^{iM(\phi +2\pi )}\\e^{iM\phi }&=e^{iM\phi }e^{2\pi iM}\\e^{2\pi iM}&=1.\end{aligned}}\!\,}
وهذا الشرط يتحقق عندما تكون {\displaystyle M} عددا صحيحا. ونحصل على الطاقات التي يمكن للجسيم امتلاكها في الحلقة عن طريق إعادة تشكيل المعادلة:
{\displaystyle E={\frac {M^{2}\hbar ^{2}}{2m\rho ^{2}}}+V_{0},\quad M\in \mathbb {Z} .\!\,}
والآن نقوم بتوحيد الدالة الموجية، عن طريق إجراء تكامل على مربع مقدار الدالة الموجية بين {\displaystyle 0} و {\displaystyle 2\pi } (التوحيد معناه أن الدالة الموجية موجودة في الحلقة بنسبة 100%).
ويمكن كتابة الدالة الموجية ب صيغة أويلر التي تحول الدالة الأسية المركبة إلى دالة مثلثية بالطريقة التالية:
{\displaystyle \alpha e^{iM\phi }=\alpha (i\sin {(M\phi )}+\cos {(M\phi )})\!\,}
وبما أن مقدار العدد المركب {\displaystyle z} معرف بالعلاقة {\displaystyle |z|={\sqrt {{\text{Im}}(z)^{2}+{\text{Re}}(z)^{2}}}}
فنحصل على:
{\displaystyle \alpha ^{2}\int _{0}^{2\pi }\underbrace {\sin ^{2}{(M\phi )}+\cos ^{2}{(M\phi )}} _{=1}\mathrm {d} \phi =1,}
بذلك نحصل على قيمة {\displaystyle \alpha ={\frac {1}{\sqrt {2\pi }}}} .
بذلك نكون قد توصلنا إلى الدالة الموجية لجسيم في الحلقة:
{\displaystyle \psi _{M}(\phi )={\begin{cases}{\frac {1}{\sqrt {2\pi }}}e^{iM\phi }\quad M\in \mathbb {Z} ,&{\text{when }}r=\rho \\0,&{\text{otherwise.}}\end{cases}}}

حيث {\displaystyle \rho \!\,} هو نصف قطر الحلقة الذي يستقر فيه الجسيم.
كما حصلنا أعلاه على الطاقات E التي يمكن للجسيم امتلاكها وهي تعتمد على {\displaystyle M^{2}} حيث M
لا تأخذ سوى أعدادا صحيحة، وهذ هو معنى كمومية الطاقة، فالطاقة التي يمكن للجسيم امتلاكها تكون منفصلة descret.
بين حل مسألة حركة جسيم في حلقة جهدية أن طاقة الجسيم تتخذ مقادير كمومية منفصلة، وبجانب تلك النتيجة الهامة يشير المثال إلى تواجد صفة افطار أو انشقاق مستويات الطاقة. فحل مسألة الجسيم في حلقة أتي بقيم ل {\displaystyle M} ذات إشارة موجبة وذات إشارة سالبة، أي تمثل حالتين مختلفتين حيث {\displaystyle M^{2}} تمثل نفس الطاقة. هذا معناه أنه توجد لكل مستوي طاقة حالتين، ويسمى ذلك أن النظام منفطر انفطارا ثنائيا.
ونشاهد ظاهرة انفطار مستويات طاقة الإلكترون في الذرات عند تعرض الذرة إلى مجال مغناطيسي خارجي شديد كما في تأثير زيمان، أو تعرض الذرة إلى مجال كهربائي خارجي شديد مثلما في تأثير شتارك. وتظهر عمليا في هيئة انشقاق خطوط الطيف لها.

## توحيد الدالة الموجية للزخم الزاوي
للحصول على القيم {\displaystyle A} للزخم الزاوي نستخدم عملية التوحيد وهي أحد شروط حل الدالة الموجية لجسيم. والتوحيد معناه أن الجسيم موجود فعلا في الحلقة.
{\displaystyle \int _{0}^{2\pi }|\psi |^{2}d\varphi =1}left
{\displaystyle |\psi |^{2}=\psi ^{*}\psi =(Ae^{in\varphi })^{*}Ae^{in\varphi }=A^{*}e^{-in\varphi }Ae^{in\varphi }=|A|^{2}}3left
للحصول على قيمة الدالة الموجية نضرب الدالة الموجية في مرافقها {\displaystyle \psi ^{*}}
، ونأخذ الجذر التربيعي منها.
نحصل على ثابت التوحيد {\displaystyle A} بإجراء تكامل المعادلة:
{\displaystyle |A|^{2}\int _{0}^{2\pi }d\varphi =1\longrightarrow A={\frac {1}{\sqrt {2\pi }}}e^{i\beta }}left
بذلك نحصل على الدالة الموجية الموحدة:
{\displaystyle \psi (\varphi )={\frac {1}{\sqrt {2\pi }}}e^{i(n\varphi +\beta )}}left
وتتحقق المعادلة عندما يكون ثابت التوحيد عددا حقيقيا (أي عندما يكون طور الموجة مساويا للصفر، {\displaystyle \beta =0}).
وبالتعويض عنها في معادلة مربع الدالة الموجية أعلاه، نحصل على الكثافة الاحتمالية:
{\displaystyle |\psi |^{2}=\psi ^{*}\psi =|A|^{2}={\frac {1}{2\pi }}}left
وهي نتيجة تتفق مع الميكانيكا الكلاسيكية.